# Waqf de Jerusalém

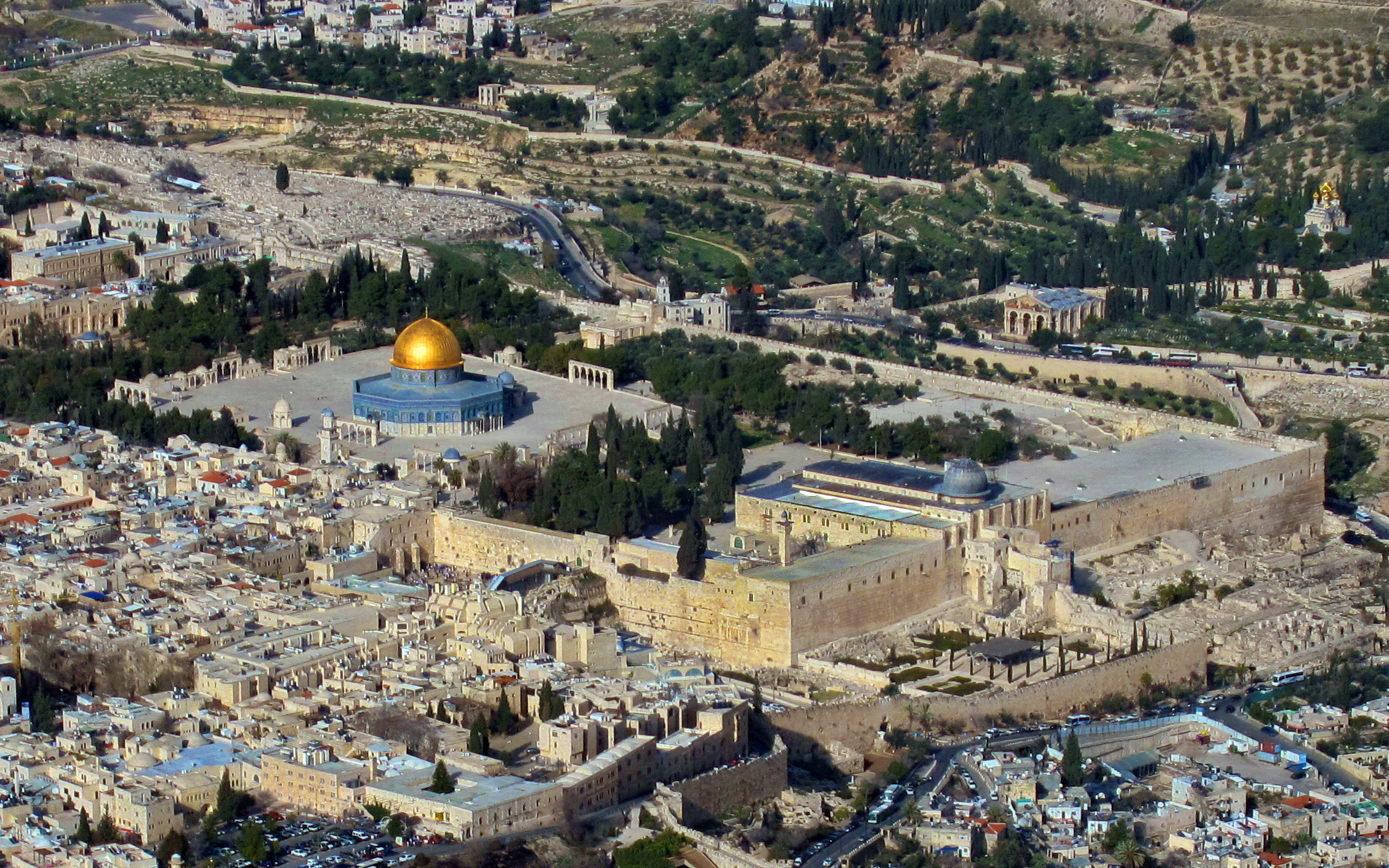
A área de Al-Aqsa em Jerusalém Oriental, com o Domo da Rocha

Departamento de Assuntos do Waqf de Jerusalém e da Mesquita Al-Aqsa (em árabe: دائرة أوقاف القدس وشؤون المسجد الأقصى;pronúncia árabe: [/ˈdaːʔɪræt ʔawˈqɑːf alˈquːd͡s wæ ʃuːˈʔuːn alˈmæsd͡ʒɪd ælˈʔɑqsˤɑ/]), também conhecido como Waqf de Jerusalém, Waqf da Jordânia ou simplesmente Waqf, é a organização nomeada pela Jordânia responsável por controlar e administrar os atuais edifícios islâmicos no complexo da mesquita de Al-Aqsa na Cidade Velha de Jerusalém, conhecido para os judeus como o Monte do Templo, que inclui o Domo da Rocha.
O Waqf de Jerusalém é orientado por um conselho composto por 18 membros e chefiado por um diretor, todos nomeados pela Jordânia. O atual diretor do Waqf, desde 2005, é o xeque Azzam al-Khatib.

## Nome e história
Na lei islâmica, um waqf (em árabe: وَقْف), plural awqaf, é uma doação inalienável – normalmente um edifício, lote de terra ou outra propriedade que foi dedicada para fins religiosos ou de caridade muçulmanos. Na lei turca otomana, e mais tarde sob o Mandato Britânico da Palestina, um waqf era definido como usufruto de terras estatais (ou propriedade) das quais as receitas estatais eram asseguradas a fundações religiosas.  
A versão atual da administração do Waqf de Jerusalém foi instituída pelo Reino Haxemita da Jordânia após sua conquista e ocupação da Cisjordânia, incluindo Jerusalém Oriental, durante a guerra da Palestina de 1948. O Waqf de Jerusalém permaneceu sob controle jordaniano depois de Israel ter ocupado a Cidade Velha de Jerusalém durante a Guerra dos Seis Dias, em junho de 1967, embora o controle sobre o acesso ao local tenha passado para o governo israelense.

## Atual
O Waqf de Jerusalém é um órgão do Ministério Jordaniano de Assuntos Islâmicos e Lugares Sagrados, que é responsável por "implementar a custódia haxemita sobre os locais sagrados e dotações islâmicos e cristãos e consolidar o status quo histórico e legal".
Os funcionários do Waqf de Jerusalém são funcionários do governo jordaniano. É chefiado por um diretor, também escolhido pelo governo jordaniano. O atual diretor do Waqf de Jerusalém é o xeque Azzam al-Khatib, nomeado em 2005.
Um acordo assinado em 2013 entre o Estado da Palestina (representado por Mahmoud Abbas) e o rei Abdullah II reconheceu o papel da Jordânia na gestão dos locais sagrados de Jerusalém. Este acordo substituiu um acordo verbal com décadas de existência.

## Controvérsias
O Waqf tem sido frequentemente acusado de destruição descuidada de artefatos culturais abaixo do Monte do Templo. Foi referido por arqueólogos e estudiosos como uma tentativa deliberada de obliterar evidências da história judaica. O Supremo Tribunal de Israel decidiu que o Waqf danificou e destruiu importantes vestígios arqueológicos no Monte do Templo em Jerusalém.